# Escuadrón Pícaro
El Escuadrón Pícaro (en inglés: Rogue Squadron) es un escuadrón ficticio de naves Ala-X que forma parte de la saga de La guerra de las galaxias. Aparece por primera vez en el Episodio V: El Imperio contraataca.

## Características
El escuadrón está integrado por los pilotos de la Alianza Rebelde supervivientes de la batalla de Yavin, donde Luke Skywalker destruye la primera Estrella de la Muerte con la ayuda de Han Solo y Wedge Antilles. Este escuadrón utiliza Ala-X, Ala-A, Snowspeeders, Ala-Y, Ala-V, el interceptor TIE, el Halcón milenario y el caza estelar de Naboo.
A raíz de su valor y osadía se crea el Escuadrón Pícaro, formado por pilotos de élite de la Alianza Rebelde. Al terminar la insurrección contra el Imperio Galáctico, Wedge Antilles queda como comandante del escuadrón.

## Videojuegos
También es el título secundario de la saga de videojuegos Star Wars: Rogue Squadron, para Nintendo 64, GameCube y PC. Esto incluye Star Wars: Rogue Squadron, Star Wars Rogue Squadron II: Rogue Leader (en el que controlamos a Luke Skywalker y Wedge Antilles) y Star Wars Rogue Squadron III: Rebel Strike (en el que volvemos a controlar a Luke y Wedge además de tener misiones específicas como Han Solo, la princesa Leia y Chewbacca).

## Película
En 2020 se anunció que para 2023 se estrenaría una película de la mano de la directora Patty Jenkins sobre el escuadrón pícaro que vendría a unirse a las producciones que engrosan el universo cinematográfico de la guerra de las galaxias.

## Impacto cultural
En la saga de videojuegos Final Fantasy existen dos personajes llamados Wedge y Biggs, que están nombrados en honor a los pilotos del Escuadrón Rojo, Wedge Antilles y Biggs Darklighter. Wedge comandaría más tarde el Escuadrón Pícaro.